# José Enrique de los Santos
José Enrique de los Santos (Salto, Uruguay el 16 de octubre de 1968) es un exfutbolista uruguayo que se desempeñaba como defensa. Actualmente es ayudente técnico en Peñarol de la Primera División de Uruguay.

## Trayectoria
José Enrique de los Santos debutó con el primer equipo de Basáñez en 1992 y tras disputar un año en dicho club pasó al Club Atlético Peñarol, el que se quedaría gran parte de su carrera, consiguiendo siete Campeonatos Uruguayos en once temporadas, entre los cuales se incluyen los cinco obtenidos en el segundo quinquenio de Peñarol. Fue luego fichado a mediados de 2003 por Central Español en el cual permaneció por un año y medio, antes de jugar en Basáñez nuevamente y también por un año. Finalmente, en 2006 pasó al Deportivo Quito, club en el que terminó su carrera como futbolista.
Tras su retiro, fue parte del cuerpo técnico de Fénix en 2009 y fue, junto a Gustavo Barros Schelotto, ayudante técnico de Gregorio Pérez en Peñarol.

## Clubes
| Club            | País    | Año       |
| --------------- | ------- | --------- |
| Basáñez         | Uruguay | 1992      |
| Peñarol         | Uruguay | 1993-2003 |
| Central Español | Uruguay | 2003-2004 |
| Basáñez         | Uruguay | 2005      |
| Deportivo Quito | Ecuador | 2006      |

## Títulos
| Título              | Club    | País    | Año  |
| ------------------- | ------- | ------- | ---- |
| Campeonato Uruguayo | Peñarol | Uruguay | 1993 |
| Campeonato Uruguayo | Peñarol | Uruguay | 1994 |
| Campeonato Uruguayo | Peñarol | Uruguay | 1995 |
| Campeonato Uruguayo | Peñarol | Uruguay | 1996 |
| Campeonato Uruguayo | Peñarol | Uruguay | 1997 |
| Campeonato Uruguayo | Peñarol | Uruguay | 1999 |
| Campeonato Uruguayo | Peñarol | Uruguay | 2003 |